# (12190) Sarkisov
(12190) Sarkisov est un astéroïde de la ceinture principale.

## Description
(12190) Sarkisov est un astéroïde de la ceinture principale. Il fut découvert le 27 septembre 1978 à Nauchnyj par Lioudmila Tchernykh. Il présente une orbite caractérisée par un demi-grand axe de 2,56 UA, une excentricité de 0,06 et une inclinaison de 9,0° par rapport à l'écliptique.

## Compléments